# Robespierre (film)
Robespierre è un cortometraggio muto del 1913 diretto da Herbert Brenon.

## Produzione
Il film fu prodotto dall'Independent Moving Pictures Co. of America (IMP).

## Distribuzione
Distribuito dall'Universal Film Manufacturing Company, il film - un cortometraggio in tre bobine - uscì nelle sale cinematografiche statunitensi l'8 settembre 1913.
Non si conoscono copie ancora esistenti della pellicola che viene considerata presumibilmente perduta.